# 基爾馬納 (密歇根州)
基爾馬納（英語：Kilmanagh）是位於美國密歇根州休倫縣布魯克菲爾德鎮區、費爾黑文鎮區、錫伯溫鎮區及溫莎鎮區的一個非建制地區。

## 地理
基爾馬納所處的海拔為高於海平面187米（即614英呎），而該地所採用的時區為UTC-5，即北美东部時區（EST）。同時該地設有夏令時間，為UTC-5調快一小時，即UTC-4（EDT）。